# Italia en los Juegos Olímpicos de Pyeongchang 2018
Italia estuvo representada en los Juegos Olímpicos de Pyeongchang 2018 por un total de 122 deportistas que compitieron en 14 deportes. Responsable del equipo olímpico fue el Comité Olímpico Nacional Italiano, así como las federaciones deportivas nacionales de cada deporte con participación.
La portadora de la bandera en la ceremonia de apertura fue la patinadora de velocidad en pista corta Arianna Fontana.

## Medallistas
El equipo olímpico italiano obtuvo las siguientes medallas:
| Nombre                                                         | Deporte                              | Competición          |
| -------------------------------------------------------------- | ------------------------------------ | -------------------- |
| Oro                                                            |                                      |                      |
| Sofia Goggia                                                   | Esquí alpino                         | Descenso F           |
| Arianna Fontana                                                | Patinaje de velocidad en pista corta | 500 m F              |
| Michela Moioli                                                 | Snowboard                            | Campo a través F     |
| Plata                                                          |                                      |                      |
| Federico Pellegrino                                            | Esquí de fondo                       | Velocidad ind. M     |
| Arianna Fontana Lucia Peretti Cecilia Maffei Martina Valcepina | Patinaje de velocidad en pista corta | 3000 m por relevos F |
| Bronce                                                         |                                      |                      |
| Dominik Windisch                                               | Biatlón                              | Velocidad 10 km M    |
| Lisa Vittozzi Dorothea Wierer Lukas Hofer Dominik Windisch     | Biatlón                              | Relevo mixto         |
| Federica Brignone                                              | Esquí alpino                         | Eslalon gigante F    |
| Nicola Tumolero                                                | Patinaje de velocidad                | 10 000 m M           |
| Arianna Fontana                                                | Patinaje de velocidad en pista corta | 1000 m F             |